# Hannerup (parochie)
Hannerup is een parochie van de Deense Volkskerk in de Deense gemeente Fredericia. De parochie maakt deel uit van het bisdom Haderslev en telt 7491 kerkleden op een bevolking van 9099 (2004).
De parochie werd gesticht in 1971. Deels was het een voortzetting van de vroegere parochie Ullerup. Die parochie was tot 1970 deel van Elbo Herred en werd toen opgenomen in de nieuwe gemeente Fredericia.

Aabenraa · Aale · Adsbøl Kirkedistrikt · Aller · Almind · As · Asserballe · Åstrup · Augustenborg · Barrit · Bevtoft · Bjerning · Bjerre · Bjolderup · Bov · Brændkjær · Bramdrup · Bredballe · Bredsten · Bredstrup · Broager · Christians · Christians · Dalby · Daugård · Dybbøl · Egen · Egernsund · Egtved · Egvad · Eltang · Engum · Ensted · Erritsø · Felsted · Fjelstrup · Frørup · Gammel Haderslev · Gårslev · Gauerslund · Genner Kirkedistrikt · Glud · Grarup · Gråsten-Adsbøl · Grejs · Haderslev Vor Frue Domsogn · Halk · Hammelev · Hammer · Hannerup · Harte · Havnbjerg · Hedensted · Hejls · Hellevad · Herslev · Hjarnø · Hjarup · Hjerndrup · Hjordkær · Højen · Højrup · Holbøl · Hoptrup · Hornborg · Hornstrup · Hornum · Hørup · Hover · Hvejsel · Hvirring · Ildved Kirkedistrikt · Jegerup · Jelling · Jels · Jerlev · Jordrup · Juelsminde · Kegnæs · Ketting · Klakring · Klejs Kirkedistrikt · Kliplev · Kollerup · Korning · Kristkirkens · Kværs · Langskov · Lejrskov · Linnerup · Løjt · Løsning · Lyng · Mølholm · Moltrup · Nordborg · Nørre Bjert · Nørremarks · Notmark · Nybøl · Oksbøl · Ølsted · Ørum · Øsby · Øster Løgum · Øster Snede · Pjedsted · Rinkenæs · Rise · Sankt Johannes · Sankt Marie · Sankt Michaelis · Sankt Nicolai · Sankt Nikolaj · Seest · Simon Peters · Sindbjerg · Skibet · Sønder Bjert · Sønder Starup · Sønder Stenderup · Sønder Vilstrup · Sottrup · Store Dalby · Svenstrup · Tandslet · Taulov · Tørring · Trinitatis · Uge · Ulkebøl · Ullerup · Urlev · Varnæs · Vejlby · Vilstrup · Vinding · Viuf · Vonsbæk · Vonsild · Vor Frelsers